# Étoile à cinq branches

Une étoile à cinq branches.

Une étoile à cinq branches est un idéogramme très courant sur l'ensemble de la planète.
L'étoile à cinq branches est associée à la célébrité (les étoiles du music-hall, les stars du cinéma). Elle a aussi une association forte avec l'islam et d'autres religions, ainsi qu'avec le communisme. Enfin, on la retrouve comme symbole militaire.
Si l'on joint les arêtes alignées d'une étoile à cinq branches, on obtient un pentagramme.

## Étoile verte

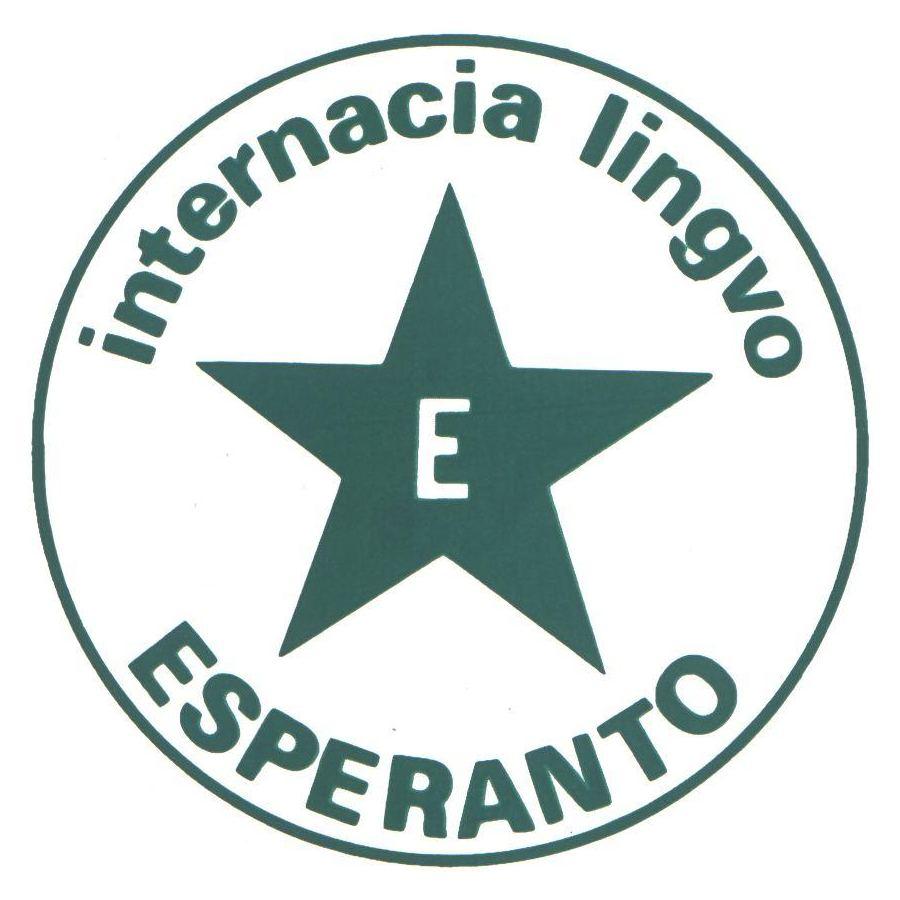
Étoile verte espéranto

L' « étoile verte » est le symbole le plus ancien de la langue internationale équitable espéranto. Les cinq branches de l’étoile représentent les cinq continents de la Terre, le vert l’espoir. Cependant, à partir de la fin du XXe siècle, le symbole du jubilé de l'espéranto créé en 1987 pour le centième anniversaire de la langue espéranto, est de plus en plus fréquemment utilisé pour représenter la langue. Néanmoins, l’étoile verte est toujours présente sur le drapeau de l'espéranto qui symbolise la communauté espérantophone.

## Étoile islamique
L'étoile à cinq branches, avec le croissant, n'est pas le symbole de l'islam, mais est héritée de l'empire byzantin, et reprise par l'empire ottoman. Chaque branche de cette étoile peut être assimilée à la représentation des cinq piliers de l'islam. On retrouve ce symbole sur les drapeaux de plusieurs pays musulmans successeurs de l'empire ottoman (Algérie, Libye, Tunisie, Turquie) ou sans lien avec celui-ci (Maroc, Azerbaïdjan, Comores, Malaysie, Mauritanie, Ouzbékistan, Pakistan, Singapour, Turkménistan etc.).

## Étoile rouge
L'étoile rouge à cinq branches est un symbole du communisme et du socialisme. Il pourrait représenter les cinq doigts de la main du travailleur, ou encore les cinq continents. L'étoile rouge est utilisée dans le drapeau de l'URSS.

## Étoile baha'ie

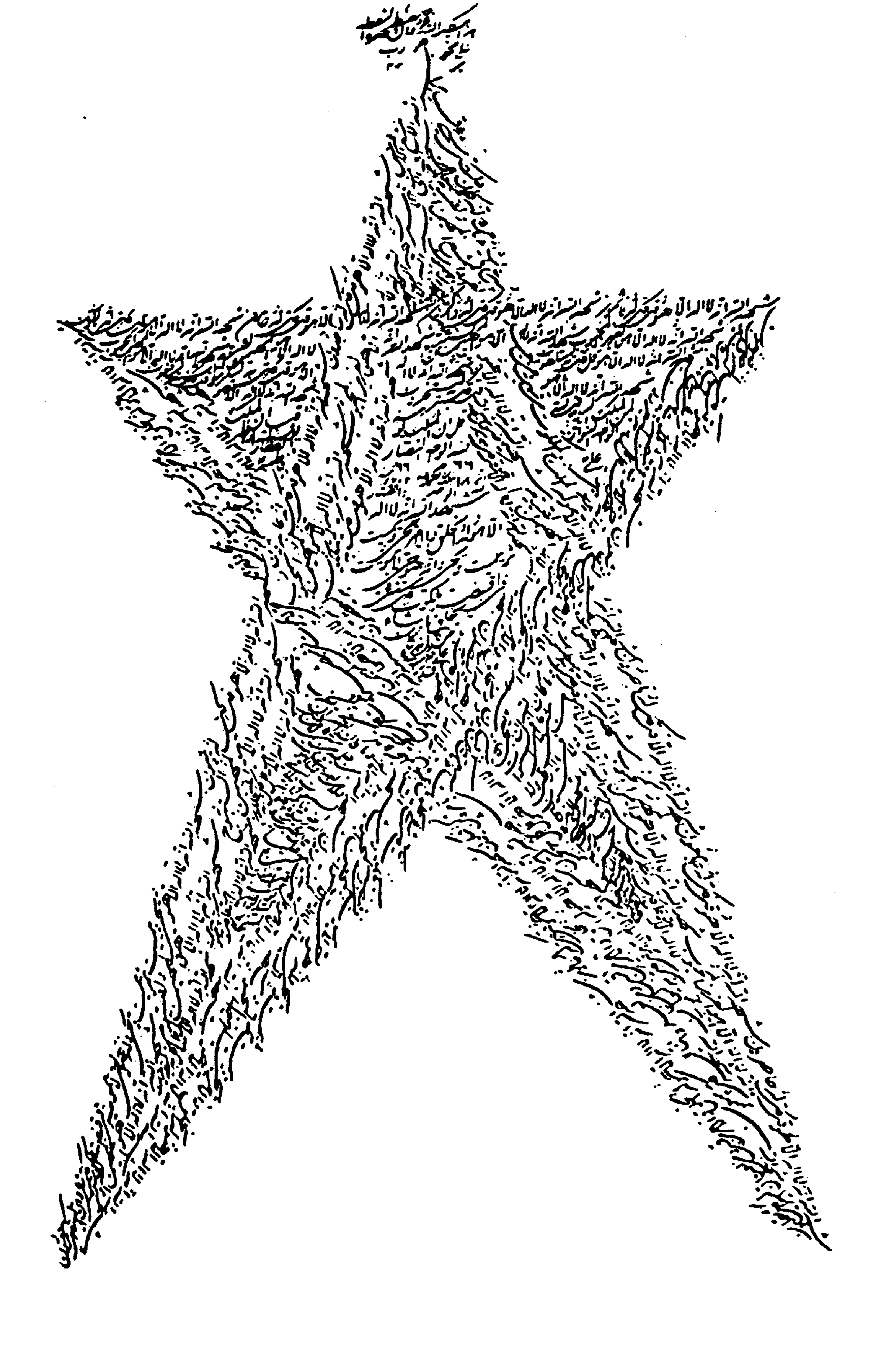
Epître écrite de la main du Báb sous la forme d'une étoile Haykal

Symbole du "Plus Grand Nom" gravé sur les bagues et édifices baha'is

L'étoile Haykal, dont le nom signifie "temple" en arabe, est une étoile à cinq branches avec la pointe vers le haut, dont le symbolisme fut institué par le Bāb (1819-1850), prophète-fondateur du babisme et précurseur de Bahá'u'lláh (1817-1892), prophète-fondateur du bahaïsme. 
Le Báb écrivit de nombreuses lettres, épîtres et prières, en les calligraphiant sous la forme de cette étoile, qui représente symboliquement la "Manifestation de Dieu" (mazhar-i-iláhí = lieu de la manifestation du divin), le "temple humain" où se manifestent les qualités divines, comme l’explique Bahá'u'lláh dans son épître intitulée Súriy-i-Haykal (l’épître du temple).
Dans l’alphabet arabe, une valeur est attribuée à chaque lettre selon la numération Abjad : A=1, B=2, J=3, D=4, etc … et selon ce décompte l’étoile à 5 branches représente le nom du Báb (B-A-B), dont la valeur numérique est 5 (2+1+2).
D’après Shoghi Effendi Rabbání (1897-1957), le véritable symbole de la foi bahá'íe est cette étoile à 5 branches et non pas l’étoile à 9 pointes : "Strictly speaking the 5-pointed star is the symbol of our Faith, as used by the Báb and explained by Him.". 
On retrouve deux étoiles à 5 branches représentant le Báb et Bahá'u'lláh de chaque côté de la calligraphie du "Plus Grand Nom", qui constitue le symbole baha’i gravés sur les bagues ou les édifices.